# Ганинська сільська рада
Га́нинська сільська рада (рос. Ганинский сельский совет) — сільське поселення у складі Шадрінського району Курганської області Росії.
Адміністративний центр — село Ганино.
Населення сільського поселення становить 866 осіб (2017; 858 у 2010, 981 у 2002).

## Склад
До складу сільського поселення входять:
| Населений пункт        | Населення, осіб (2002) | Населення, осіб (2010) |
| ---------------------- | ---------------------- | ---------------------- |
| Агапино, село          | 484                    | 462                    |
| Ганино, село           | 227                    | 171                    |
| Іваніщевське, присілок | 270                    | 225                    |